# Campeonato de España de Atletismo 1929
El XII Campeonato de España de Atletismo, se disputó los días 29 y 30 de junio de 1929 en las instalaciones deportivas del Estadio de Montjuich, Barcelona, España.
Solo se disputaron pruebas masculinas.

## Clasificación final por federaciones
| Posición | Federación | Puntuación |
| -------- | ---------- | ---------- |
| 1        | Cataluña   | 44 puntos. |
| 2        | Guipúzcoa  | 29 puntos. |
| 3        | Castilla   | 20 puntos. |
| 3        | Vizcaya    | 20 puntos. |
| 5        | Valencia   | 1 punto.   |
| 6        | Murcia     | 0 puntos.  |
| 6        | Galicia    | 0 puntos.  |

## Resultados

### Masculino
| Evento                                   | Oro                                                                           | Plata                                                                            | Bronce                            |
| ---------------------------------------- | ----------------------------------------------------------------------------- | -------------------------------------------------------------------------------- | --------------------------------- |
| 100 metros lisos                         | Juan Serrahima Cataluña 11.5                                                  | Joaquín Roca Cataluña 11.5                                                       | Rogelio Fernández Guipúzcoa 11.6  |
| 200 metros lisos                         | Joaquín Roca Cataluña 23.2                                                    | Juan Serrahima Cataluña 23.3                                                     | Domingo Lorente Vizcaya 23.4      |
| 400 metros lisos                         | Fernando Labourdette Guipúzcoa 50.4                                           | Noel Danjou Guipúzcoa 51.0                                                       | Vicente Durá Guipúzcoa 52.0       |
| 800 metros lisos                         | José Ruiz Guipúzcoa 1:59.8                                                    | Juan González Guipúzcoa 2:01.4                                                   | José Tugas Cataluña 2:06.0        |
| 1500 metros lisos                        | José Reliegos Castilla 4:12.8 (RE)                                            | José Ruiz Guipúzcoa 4:16.0                                                       | Jaime Ángel Cataluña 4:22.0       |
| 5000 metros lisos                        | José Reliegos Castilla 15:44.0                                                | Jesús Oyarbide Vizcaya 15:45.2                                                   | Arturo Peña Vizcaya 16:05.0       |
| 10000 metros lisos                       | Arturo Peña Vizcaya 33:45.0                                                   | Jesús Oyarbide Vizcaya 33:45.4                                                   | Leoncio Farré Cataluña 35:14.4    |
| 110 metros vallas                        | Guillermo "Willy" Koch Guipúzcoa 17.0                                         | Joaquín Roca Cataluña 17.3                                                       | Manuel Segurado Guipúzcoa 17.4    |
| 400 metros vallas                        | Andrés Iguarán Guipúzcoa 59.6                                                 | José Cunyat Cataluña 59.8 (RE)                                                   | Vicente Durá Guipúzcoa ¿?         |
| Salto de altura                          | José María Olivella Cataluña 1.71                                             | Marcelo Laffite Cataluña 1.65                                                    | Ramón Urtubi Castilla 1.65        |
| Salto con pértiga                        | José Culí Cataluña 3.60                                                       | Rafael Borreguero Vizcaya 3.20                                                   | Félix Candelas Castilla 3.10      |
| Salto de longitud                        | Andrés Iguarán Guipúzcoa 6.415                                                | Ramón Mongrell Cataluña 6.39                                                     | Ramón Urtubi Castilla 6.38        |
| Triple salto                             | Manuel Robles Castilla 12.93                                                  | Lorenzo Aostri Vizcaya 12.87                                                     | Joaquín Roca Cataluña 12.68       |
| Lanzamiento de peso                      | José Tugas Cataluña 11.48                                                     | Mariano Asporosa Vizcaya 11.08                                                   | Ignacio Izaguirre Guipúzcoa 10.38 |
| Lanzamiento de disco                     | Manuel Climent Castilla 34.70                                                 | Luis Pou Cataluña 33.87                                                          | Julio Amann Vizcaya 32.77         |
| Lanzamiento de martillo                  | Manuel Climent Castilla 36.30                                                 | Felipe Tugas Cataluña 36.14                                                      | Ricardo Martínez Cataluña 35.74   |
| Lanzamiento de jabalina                  | José Bru Cataluña 48.245                                                      | Esteban Oliver Cataluña 46.23                                                    | Miguel Santamaría Vizcaya 44.505  |
| 5000 metros marcha en pista (Exhibición) | Gerardo García 23:17.2 (RE)                                                   | Cardona ¿?                                                                       | Solo dos atletas.                 |
| Relevos 4 x 100 metros lisos             | Cataluña José Pauls Juan Junquera Joaquín Roca Juan Serrahima 44.8            | Guipúzcoa Fernando Muñagorri José A. Segués Rogelio Fernández Emilio Puente 45.0 | Vizcaya ¿? Domingo Lorente 46.0   |
| Relevos 4 x 400 metros lisos             | Guipúzcoa Noel Danjou José Ruiz Vicente Durá Fernando Labourdette 3:33.4 (RE) | Castilla Rafael Hernández Coronado Aguirre Bondi Juan Sastre 3:39.8              | Valencia ¿? ¿?                    |